# 6911 Ненсігрін
6911 Ненсігрін (6911 Nancygreen) — астероїд головного поясу, відкритий 10 квітня 1991 року.
Тіссеранів параметр щодо Юпітера — 3,811.